# Necrodeath
Necrodeath ist eine der ersten italienischen Thrash-Metal-Bands neben Schizo und Bulldozer.

## Geschichte
Die Band wurde 1984 gegründet. Unter dem Namen Ghostrider veröffentlichte die Band die Demoaufnahme Mayhemic Destruction und 1985 unter dem Namen Necrodeath The Shining Pentagram. 1987 erschien ihr Debütalbum Into the Macabre und 1989 ihr zweites Album Fragments of Insanity; nach diesem Album stellte die Band wegen Problemen mit ihrer Besetzung und der Plattenfirma ihre Aktivitäten ein. Schlagzeuger Peso gründete Necrosadist (heute als Sadist bekannt), und Mitglieder von Necrodeath und Schizo veröffentlichten 1990 unter dem Namen Mondocane Project One.
1998 wurde die Band von Claudio und Peso wiedervereinigt, unterschrieb einen Vertrag bei Scarlet, veröffentlichte Into the Macabre erneut und begann, neues Material zu schreiben. Im September 1999 wurde in den Underground Studios in Sweden das Album Mater of All Evil aufgenommen. Die Band trat unter anderem auf dem No Mercy Festival und dem Gods of Metal auf und veröffentlichte 2001 nach einigen Monaten Pause und Proben die Videokassette From Hate to Scorn und das Album Black as Pitch. Sie trat auf dem Tattoo the Planet Festival in Mailand zusammen mit unter anderem Slayer, Soulfly, Children of Bodom und Moonspell auf und nahm ein Musikvideo zu Process of Violation auf und arbeitete an einem neuen Album; dieses erschien im September 2003 unter dem Titel Ton(e)s of Hate.
2005 erschien die Zusammenstellung 20 Years of Noise 1985-2005 und 2006 Necrodeaths sechstes Album 100% Hell; das Album wurde mit dem Gitarristen Andy eingespielt, der nach den Aufnahmen durch Pier Gonella von Labyrinth ersetzt wurde, außerdem hatte Cronos von Venom einen Gastauftritt. Nach der Fertigstellung ging die Band mit Marduk auf Europatournee.
Im Oktober 2007 erschien das von Vlad Țepeș handelnde Konzeptalbum Draculea. Außerdem entstand ein Musikvideo zu Smell of Blood. Auch das Phylogenesis ist ein Konzeptalbum und handelt vom Ursprung der Arten, der Vergangenheit, Gegenwart und Zukunft der Weltbevölkerung. Neben diesem erschienen 2009 eine Vinyl-Wiederveröffentlichung von Into the Macabre und eine 10”-EP-Version von The Shining Pentagram, beide streng limitiert. Außerdem nahm die Band die Jubiläumsveröffentlichung Old Skull auf, die 2010 erschien und Gastbeiträge ehemaliger Mitglieder von Necrodeath, Schizo und Bulldozer enthält. Im 2011 folgten die Anthologie The Age of Fear mit Stücken aller bisherigen Veröffentlichungen und einer unveröffentlichten Version von Queen of Desire mit Giorgia Gueglio von Mastercastle am Gesang und Botys Beezard von Godyva am Klavier, einem Cover von Slayers Black Magic und einer Live-Version von The Theory, und das Album Idiosyncrasy.

## Stil
Als Einflüsse zur Gründungszeit nennt die Band Slayer, Possessed, Kreator, Celtic Frost und Bathory, ihr drittes Album Mater of All Evil bezeichnet sie als „Essenz von dem, was wir in der Vergangenheit liebten: Slayer, Possessed, Kreator, Destruction, Sodom, Bathory, Dark Angel“. Auf diesem Album finden sich „diese typischen, von Slayer geprägten, blitzlichtartig aufflackernden und ebenso kurz jaulenden, schneidenden Gitarrensoli […]. Das Geknüppel weist hierbei eine ziemliche Betonung in Richtung Thrash Metal auf, der allerdings tiefschwarz eingefärbt wurde, denn irgendwo weht hier auch der Geist Bathorys bzw. Celtic Frosts durch die Gemäuer, wobei der Gesang der Italiener in puncto Fiesheit fast schon neuzeitlichen Standard erreicht.“ Trotz abwechslungsreicher Arrangements und der Nutzung von Akustikgitarren bleibt laut Michael Schäfer vom Metal Hammer jedoch „der etwas fade Geschmack des schon mal da Gewesenen“. Seinem Kollegen Detlef Dengler zufolge ist Mater of All Evil „ein unbarmherziges Brett“ und der Nachfolger Black as Pitch „noch aggressiver, noch ungehobelter und noch brachialer“; seiner Ansicht nach ist die Band „stilistisch am ehesten mit Truppen wie Krisiun oder Deathwitch zu vergleichen, da sie ihre ungeheuer schnellen Songs mit einer beeindruckenden technischen Brillanz und einer erdrückenden Energie zocken. […] Peso und Claudio gehen unaufhaltsam auf die 40 zu, weshalb es überrascht, warum Necrodeath immer kompromissloser werden. ‚Ich hasse Keyboards, ich kann Frauengesang nicht leiden, ich mag keinen Pop, ich stehe nicht auf Melodien. Mir bleibt gar nichts anderes übrig, als weiterhin bei Necrodeath zu knüppeln. Privat bin ich eher ein zahmer, umgänglicher Mensch, obwohl ich mir oft wünschen würde, mehr aus mir herausgehen zu können, weil man tagein, tagaus auf Arschlöcher trifft oder mit nachdenklich stimmenden Geschehnissen konfrontiert wird. Wahrscheinlich ist aus ebendiesem Grund Necrodeath ein so wichtiger Teil meines Lebens.‘“

## Diskographie

### Demos
- Mayhemic Destruction (1984, als Ghostrider)
- The Shining Pentagram (1985)

### Alben
- Into the Macabre (1987)
- Fragments of Insanity (1989)
- Mater of All Evil (1999)
- Black as Pitch (2001)
- Ton(e)s of Hate (2003)
- 20 Years of Noise (Zusammenstellung, 2005)
- 100% Hell (2006)
- Draculea (2007)
- Phylogenesis (2009)
- Old Skull (Jubiläumsveröffentlichung, 2010)
- The Age of Fear (Anthologie, 2011)
- Idiosyncrasy (2011)

### Video
- From Hate to Scorn (2001)

### Sampler-Beiträge
- 2012: Lord of the Storms auf A Tribute to Emperor – In Honour of Icon E